# Kruidenkratertje
Het kruidenkratertje (Stictis stellata) is een schimmel behorend tot de familie Stictidaceae. Hij komt voor op kruidachtige planten

## Verspreiding
In Nederland komt het kruidenkratertje vrij algemeen voor.